# Кугуен
Кугу́ ен (мар. кугу, большой + еҥ, человек; букв. «большой человек, старший по возрасту») — в марийской мифологии древний богатырь, дух-хранитель местности.

## Описание
Наряду с Юмын удыр и Онаром выступает посредником между миром богов (верхним миром) и миром людей (средним миром). Кугуен или Кугурак, Кугу деч у некоторых марийских племён почитался как высший бог вместо Кугу-Юмо. В разных местах ему соответствовали Курукен, Кукарка, Немда, Чумбылат, Чоткар и т. д. В преданиях Кугуен либо младший брат бога, либо ходатай от народа к богу. Согласно некоторым представлениям, Кугуен был настолько велик, что если он сидел за столом, то его голова прикасалась к коленям, а колени из-за стола торчали на целый локоть. Он исцеляет людей, обеспечивает удачу в жизни.

## Мифы
В мифе Кугуен выступает как культурный герой, познакомивший мари с железными орудиями труда и давший им возможность перейти к оседлому образу жизни, заняться земледелием. Ещё мальчиком, когда его родители кочевали, Кугуен теряется в лесу. Мальчика находит русский кузнец и учит его своему мастерству. Когда Кугуен вырастает, кузнец отпускает юношу, подарив топор, молоток, железную лопату и другие железные вещи. Кугуен приходит к мари и, как коми-пермяцкий Кудым-Ош, начинает ковать для них железные орудия, которых они раньше не знали, при этом в качестве оплаты он берёт шкуры убитых зверей или сами туши. После смерти Кугуена мари продолжают приносить ему в жертву животных, прося ниспослать им жизненное благополучие.
Кугуен имеет большую свиту, в которой состоит до полуторадесятка мелких божеств. У Кугуена есть мать — «мать горы» (по сведениям Р. Беккера, Вяйнемёйнен, сын Кавэх Укко, вначале жил в горах, а потом объявился перед людьми на коне при полном вооружении) и, по некоторым источникам, жена — одна из дочерей Юмо. Кугуену приносят в жертву двухгодовалую лошадь, не знавшую упряжи, а также гусей; его помощникам жертвовали уток или куриц.
Рассказывают, что во времена, когда мари правил Кугуен, они жили хорошо, ходили в белых одеждах, но самая красивая одежда была у вождя. Одна из дочерей Юмо спустилась на землю и влюбилась в Кугуена, но влюблённые, женившиеся тайно, не дождались благословения небесного бога. Юмо призвал предводителей всех народов, чтобы дать им веру. Вожди удмуртов и мордвы пришли в бедных одеждах, Кугуен же красовался в своих нарядных одеяниях. Это рассердило бога (ср. сходный мотив в удмуртском мифе о Килдисине, упоминание о пёстром наряде Вяйнемёйнена), и он дал всем народам своих покровителей, а мари обязал поклоняться Кугуену и его супруге, как покровительнице женщин (ей приносили в жертву различные части женской одежды и украшения).
Согласно квазисторическому преданию, род Кугуена (Кукарки), вместе с родами Немды и Шуран Шура, первоначально обитал в районе нынешней Казани.

Однажды Кугуен уснул у стога. Ему приснилось, что седобородый старик подошел к нему и сказал: «Если хотите спастись, то уходите отсюда». Кугуен проснулся и рассказал о своем сне жрецу. Только успел рассказать, как все небо покрылось черными тучами, пошел ливень, луг, на котором спал Кугуен затопило водой. Кугуен собрал весь марийский народ и повел его по реке Вятке. Кугуен остановился у устья реки Пижмы и повелел заложить город Кукарку.

В другом квазисторическом предании, Кугуен (в фольклорном тексте просто некий марийский парень) хитростью обманывает предводителей удмуртов Кюльмезя, изгоняя его род за реку Вятку (Виче). Кюльмезь объявляет, что победит тот, кто превзойдёт его в меткости и силе.

На берегу Виче, с двух сторон, издревле стояли небольшие холмы: пять справа и столько же слева. Ночью перебрался Кугуен на другой берег и острым ножом подрезал корни тех холмов, а на своем в один вбил дубовый кол: ведь пинать нужно с чужого берега на свой! В дубах просверлил отверстия и замазал их воском. И вот, наступил день состязания. Все пять холмов перепнул с первого раза Кугуен, а Кюльмезь — только четыре. Посмотрите, они и сейчас там стоят: есть холмов на правом и четыре на левом берегу. То же случилось и со стрельбой из луков. Стрела Кугуена пронзила дуб насквозь, а Кюльмезя — расколола ствол и застряла в расщепе. Пришлось Кюльмезю со своим родом возвращаться восвояси. Со скотом, с домашним скарбом пошел он на ручей Кизер, чтобы поставить мостки для переправы через Виче. Следы тех мостков до сих пор можно найти там.

## Близкие образы
Курык ен (курык кугу ен) букв. «большой горный человек» от мар. kuryk, гора (ср. эст. kuruk, саам. kuodz' — гора, холм). У некоторых групп мари Курык ену соответствовал Кукарка (Курык кугыза).
К числу культурных героев можно отнести Людмо вияна (тюрк. Арын патыра). Букв. «робкий богатырь», мар. vijen < фин.уг. *wake). Согласно мифу, он погиб, сражаясь с врагами. Перед смертью Людмо виян завещал жертвовать ему лошадь в роще у ворот, названных в его честь виян пече рож, «богатырскими воротами». Людмо виян научил мари сражаться при помощи пращи. Впоследствии необычный звук, с каким пролетали выпущенные из пращи камни, послужил основой для гадания по поводу болезни. Если во время жертвоприношения брошенный в воздух камень издавал жужжащий звук, то это к выздоровлению. Аналогичный персонаж — Лужавуй виян (тюрк. Торкан кугыза). Букв. «наместник-богатырь». Он был для мари князем, наставлял их, ввёл среди них первые законы. В старину его принесли в жертву Ямыш водыжу, Йомшоэнеру (?) вместе с конём и седлом. Близкий, но уже во многом утерявший прежнее мифологическое содержание, образ — Лийме кугуен (тюрк. Ахмет султан). Букв. «достойный вождь». Предводитель марийского рода из деревни Йушто памаш-йогын (Холодный ключ). Был похоронен вместе с конём и золотым седлом у липы на берегу реки. Ему жертвовали жеребят, уток, позднее баранов и овец.
Интересно сопоставить образ Кугуена с образом калевальского Ильмаринена. Выковав небесный свод, Ильмаринен принимается за изготовление чудесных предметов. Из его горна выходят не только мечи и копья, но деревянный лук, лодка, плуг и даже корова. Однако творения, переоценившего свои силы, кузнеца не способны служить людям. Лук просит кровавые жертвы, лодка сама рвётся в бой, плуг пашет чужое поле, корова пускает молоко в землю. Неудачей оканчивается попытка Ильмаринена выковать новые солнце и луну (развешанные на ветвях высокой ели, они не светят и не греют). После гибели супруги от рук Куллерво, кузнец изготавливает себе новую, из золота. Однако и тут Ильмаринена постигает неудача. Золотая дева остаётся холодной и неподвижной.